# 대천휴게소
대천휴게소(大川休憩所, Daecheon Service Area)는 충청남도 보령시 주교면 주교리에 위치한 서해안고속도로의 휴게소이다. 양방향 모두 휴게소가 존재한다. 주소는 목포방향의 경우 충청남도 보령시 주교면 서해안고속도로 199이고, 서울방향의 경우 충청남도 보령시 주교면 서해안고속도로 200이다. 

## 시설
- 화장실
- 주차장
- 수유실
- 편의점
- 현금 자동 입출금기
- 브랜드매장 : 보령시행복장터
- 주유소 : SK 에너지 (양방향)
- 전기차충전소
- 수소충전소
- LPG 충전소 :SK가스(목포방향) E1 LPG(서울방향)
- 화물휴게소 : 있음

## 전후
서울 방향
- 대천 나들목 ← 대천휴게소 ← 광천 나들목
- 서천휴게소 ← 대천휴게소 ← 홍성휴게소

목포 방향
- 대천 나들목 → 대천휴게소 → 광천 나들목
- 서천휴게소 → 대천휴게소 → 홍성휴게소